# Илира
Илира Гаши (алб. Ilira Gashi; Бриенц, 29. октобар 1994), позната као Илира, швајцарска је певачица и текстописац албанског порекла.

## Детињство и младост
Рођена је 29. октобра 1994. године у Бриенцу, у Швајцарској. Ћерка је Албанца из Приштине и Албанке из Тиране. Користила је Instagram где је објављивала сопствене обраде песама, а након тога је потписала уговор са дискографском кућом.

## Каријера
Године 2011. Илира и њена група The Colors такмичили су се у швајцарској емисији Die grosse Entscheidungs Show, предселекционој емисији за Песму Евровизије 2011. Њихова песма „Home” била је на трећем месту, а након тога Илира се преселила у Берлин и потписала уговор са дискографском кућом Sony/ATV Music Publishing.
Године 2018. потписала је уговор са кућом Four Music, док је свој дебитантски сингл „Whisper My Name” објавила 24. августа, а након тога и „Get Off My D!ck” који се нашао на топ-листи Spotify Viral Top 50 у САД. Пробој је остварила с песмом „Fading” који се нашао на 16. месту топ-листе German Single Charts, док је четири седмице заредом провео на првом месту топ-листе German Airplay Charts.
У децембру 2021. потписала је уговор са кућама Virgin Records и Universal Music Group. Исте године објавила је сингл „Flowers”, а наредне и „Another Heart”.